# Andrea Russotto
Andrea Russotto (ur. 25 maja 1988 w Rzymie) – włoski piłkarz występujący na pozycji ofensywnego pomocnika w Catanii.

## Życiorys
Andrea jest wychowankiem szkółki piłkarskiej zespołu S.S. Lazio, skąd w 2004 został sprzedany roku do szwajcarskiego zespołu AC Bellinzona. Następnie był wypożyczany do innych drużyn. Na tej zasadzie zasilił kolejno Lodigiani oraz Treviso, a 24 lipca 2008 trafił do ósmego zespołu Serie A – SSC Napoli. Russotto jest obecnie członkiem reprezentacji Włoch U-21, w której zadebiutował 12 grudnia 2006 w spotkaniu przeciwko Luksemburgowi. W 2008 wziął udział w Igrzyskach Olimpijskich w Pekinie, podczas których zastąpił kontuzjowanego Tommaso Rocchiego. W 2009 powrócił do Bellinzony. 14 stycznia 2010 wypożyczono go do Crotone. 31 sierpnia 2011 przechodzi do Livorno. 31 stycznia 2012 został wypożyczony do Carrarese. Następnie zostaje piłkarzem Catanzaro. 31 sierpnia 2015 przechodzi do Catanii.